# Алтавила Силентина
Алтавила Силентина (итал. Altavilla Silentina) је насеље у Италији у округу Салерно, региону Кампанија.
Према процени из 2011. у насељу је живело 1397 становника. Насеље се налази на надморској висини од 316 м.

## Географија
| Клима (Алтавила Силентина) | Клима (Алтавила Силентина) | Клима (Алтавила Силентина) | Клима (Алтавила Силентина) | Клима (Алтавила Силентина) | Клима (Алтавила Силентина) | Клима (Алтавила Силентина) | Клима (Алтавила Силентина) | Клима (Алтавила Силентина) | Клима (Алтавила Силентина) | Клима (Алтавила Силентина) | Клима (Алтавила Силентина) | Клима (Алтавила Силентина) | Клима (Алтавила Силентина) |
| Показатељ \ Месец          | .Јан.                      | .Феб.                      | .Мар.                      | .Апр.                      | .Мај.                      | .Јун.                      | .Јул.                      | .Авг.                      | .Сеп.                      | .Окт.                      | .Нов.                      | .Дец.                      | .Год.                      |
| -------------------------- | -------------------------- | -------------------------- | -------------------------- | -------------------------- | -------------------------- | -------------------------- | -------------------------- | -------------------------- | -------------------------- | -------------------------- | -------------------------- | -------------------------- | -------------------------- |
| Средњи максимум, °C (°F)   | 9,9 (49,8)                 | 9,9 (49,8)                 | 12,6 (54,7)                | 16,0 (60,8)                | 19,8 (67,6)                | 24,3 (75,7)                | 28,7 (83,7)                | 29,2 (84,6)                | 25,4 (77,7)                | 20,9 (69,6)                | 15,8 (60,4)                | 12,0 (53,6)                | 29,2 (84,6)                |
| Средњи минимум, °C (°F)    | 3,7 (38,7)                 | 4,0 (39,2)                 | 5,7 (42,3)                 | 8,6 (47,5)                 | 11,7 (53,1)                | 15,6 (60,1)                | 19,1 (66,4)                | 19,6 (67,3)                | 16,5 (61,7)                | 13,0 (55,4)                | 9,1 (48,4)                 | 5,9 (42,6)                 | 3,7 (38,7)                 |
| [ тражи се извор ]         |                            |                            |                            |                            |                            |                            |                            |                            |                            |                            |                            |                            |                            |

## Становништво
Према резултатима пописа становништва 2011. у општини је живело 6.997 становника.
| 1931. | 1936. | 1951. | 1961. | 1971. | 1981. | 1991. | 2001. | 2011. |
| ----- | ----- | ----- | ----- | ----- | ----- | ----- | ----- | ----- |
| 4.228 | 4.748 | 6.319 | 6.976 | 6.758 | 6.916 | 6.796 | 6.751 | 6.997 |